# YUU-Skydive Fallschirmsport
Der YUU-Skydive e. V. ist ein am 8. April 2005 gegründeter Verein zur Förderung des Fallschirmsports. Derzeit verzeichnet der Verein etwa 170 Mitglieder.

## Die Gründung des Vereins
YUU-Skydive wurde ursprünglich im Jahr 2002, zunächst in der Form einer Gesellschaft bürgerlichen Rechts, von einer Gruppe von Fallschirmspringern gegründet. Hierzu gehörten die Fallschirmspringer Yorck Vettereck, Ulrike Vettereck und Ulf Lempfert, die mit den Initialen ihrer Vornamen auch die Namensgeber des späteren Vereins waren.

## Vereinszweck
YUU-Skydive e. V. ist ein als gemeinnützig anerkannter eingetragener Verein, der Sport in Form des Fallschirmspringens fördert. Nach der Satzung wird dies insbesondere verwirklicht durch eine professionelle Infrastruktur für aktive Lizenzspringer zur Ausübung ihres Sports, der Aus- und Weiterbildung von Fallschirmspringern, Jugendarbeit und Nachwuchsförderung, Sportförderung für Teilnehmer nationaler und internationaler Wettbewerbe und die Öffentlichkeitsarbeit als Werbung für den Fallschirmsport.

## Anfänge

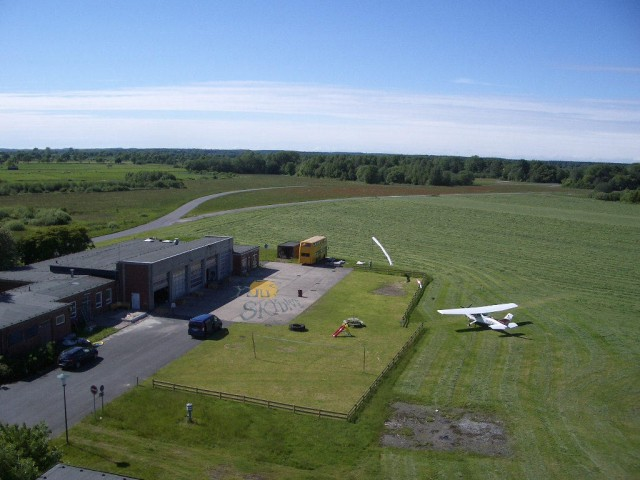
Das Vereinsgebäude von YUU-Skydive e. V.

Zu Beginn der Aktivitäten wurde an verschiedenen Flugplätzen in Schleswig-Holstein, meistens aus kleinen, gecharterten Flugzeugen, zum Beispiel der Cessna 182, gesprungen. Schon bald wurde der Flugplatz Rendsburg-Schachtholm direkt am Nord-Ostseekanal die erste Heimat des Vereins. Ein ausgedientes Zirkuszelt diente als Packhalle während ein ausrangierter Doppeldeckerbus der BVG als Schulungs- und Verwaltungsgebäude genutzt wurde.
Ende 2004 wurde den Fallschirmspringern die nicht mehr genutzte Feuerwache des ehemaligen Militärflugplatzes Hungriger Wolf in Hohenlockstedt bei Itzehoe angeboten. Dieses bisherige Feuerwehrhaus mit einer Grundfläche von 600 m² bot ausreichend Platz sowohl als Packhalle als auch als Vereinshaus. Auch das weitläufige, hindernisfreie Gelände auf dem Flugplatz stellte ideale Bedingungen für den Fallschirmsport bereit. Ein einziges Testwochenende reichte dem Verein für die Entscheidung, endgültig nach Hohenlockstedt umzuziehen. Zwischenzeitlich war auch der Verein „YUU-Skydive e. V.“ gegründet und die Gemeinnützigkeit anerkannt worden.

## Der Sprungplatz
Das Jahr 2005 war das erste Jahr auf einer „richtigen“ Dropzone. Eine Landefläche auf dem ehemaligen Militärflugplatz und die Ex-Feuerwache als neues Vereinshaus bot dem Verein die nötige Infrastruktur. Auch der Zulauf von Springern aus ganz Norddeutschland nahm jetzt zu. Der Verein verfügte jedoch nach wie vor über kein eigenes Absetzflugzeug. Das Chartern von geeigneten Luftfahrzeugen für den Absetzbetrieb war mit Schwierigkeiten verbunden.

## Ein adäquates Absetzflugzeug

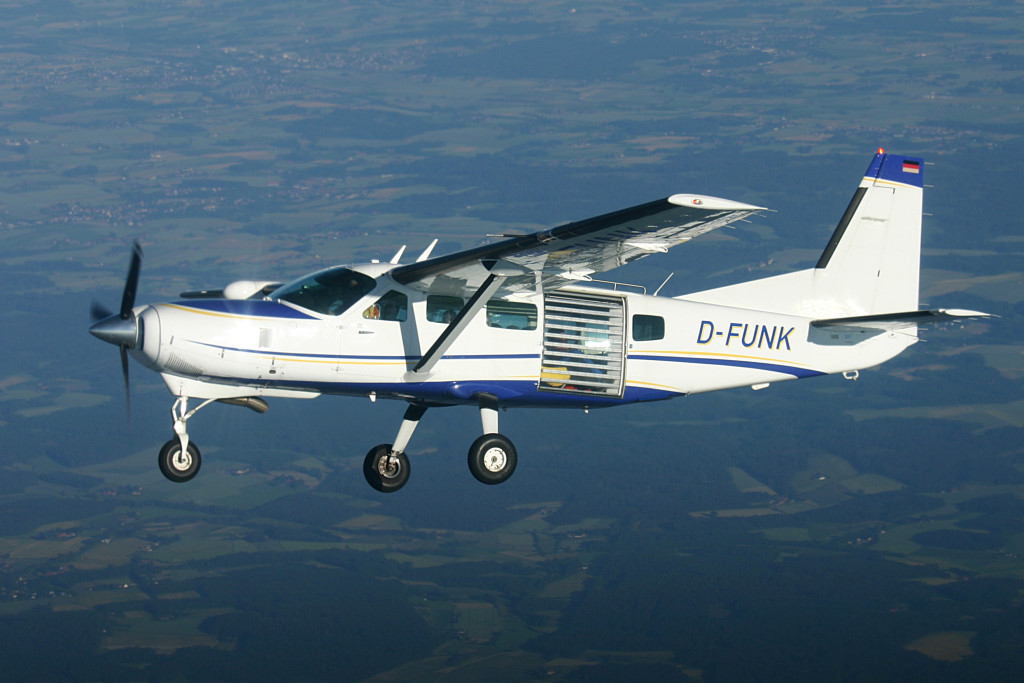
Cessna Caravan D-FUNK

Ein Kooperationsvertrag zwischen Prokon aus Itzehoe, Air Hamburg und YUU-Skydive vereinbarte die Anschaffung und gemeinsame Nutzung einer Cessna 208 Caravan Modell 675 im November 2006. Das Luftfahrzeug wird seit 2013 von dem am Flugplatz Itzehoe/Hungriger Wolf ansässigen Luftfahrtunternehmen IAS Itzehoer Airservice GmbH betrieben.

## Die Deutsche Meisterschaft im Fallschirmspringen 2012
Schon auf der Informations- und Sicherheitstagung (INSITA) des Deutschen Fallschirmsportverbands (DFV) am 14. November 2010 in Schweinfurt erhielt der Verein im Rahmen der Delegiertentagung den Zuschlag für die Deutsche Meisterschaft im Fallschirmspringen 2012. Vom 9. bis zum 19. August 2012 absolvierten mehr als 200 Wettkämpfer in 8 verschiedenen Disziplinen über 3300 Wettbewerbssprünge auf dem Flugplatz „Hungriger Wolf“.
Der Wettbewerb wurde selbst in den USA durch die National Skydiving League mitverfolgt. Insgesamt verursachte die Deutsche Meisterschaft im Fallschirmspringen 2012 über 2 Stunden TV-Sendezeit bei Sendern wie dem Norddeutschen Rundfunk, RTL oder Sat.1. Redaktionelle Artikel bundesweiter Print-Medien wie dem Focus, das Handelsblatt und Die Zeit wurden zusammen mit vielen Berichten regionaler Zeitungen veröffentlicht.

## Wettbewerbserfolge
Im Rahmen der Sportförderung unterstützt der Verein ambitionierte Vereinsmitglieder, die an offiziellen Wettkämpfen teilnehmen. In verschiedenen Disziplinen konnte sich der Verein mit seinen Teams mittlerweile einen Namen machen und bei nationalen Wettbewerben Meisterschaftstitel erzielen. Seit 2012 konnten Mitglieder des Vereins insgesamt vier Deutsche Meistertitel, zwei Silber-Medaillen und eine Bronze-Medaille in der höchsten deutschen Wettbewerbskategorie, der Offenen Klasse erzielen.

### Erfolge bei der DM 2012 in Itzehoe
Vereinsmitglied Peter Wohlers gewann sowohl die offene Klasse „Kappenformation 4'er Rotation“ mit dem Team „Nimbus“ als auch die offene Klasse „Kappenformation 2'er Sequential“ mit dem Team „Airstep“. Das Team „YUUnited4“ mit Winfried Joszko, Holger Sass, Andrea Kleinschmidt, André Maurice und Lars Oesterwinter (Video) konnte sich die Bronze-Medaille in der Disziplin „Formationsspringen FS 4'er - Fortgeschrittene“ sichern. In derselben Klasse konnte das Vereinsmitglied Peter Ingenhaag mit dem Team „Paradox“ den Titel holen.

### Erfolge bei der DM 2013 in Bad Saulgau
In der Disziplin „Kappenformation 2'er Sequential - Offene Klasse“ hat das Team „Airstep“ mit Teammitglied Peter Wohlers erneut den Titel „Deutscher Meister“ gewonnen. In der Disziplin „Formationsspringen FS 8'er - Offene Klasse“ gewann das Team „PinkAtomiXRay“ mit den Vereinsmitgliedern Peter Ingenhaag und Andrea Kleinschmidt Bronze. Das neu gegründete Team „AtomiX“ errang bei ihren ersten Meisterschaften einen 7. Platz.

### Erfolge bei der DM 2014 in Eisenach
In der Disziplin „Kappenformation 2'er Sequential - Offene Klasse“ hat das Team „Airstep“ mit Teammitglied Peter Wohlers zum 3. Mal in Folge den Titel „Deutscher Meister“ gewonnen. Dabei hat das Team in der 2. Runde mit 12 Punkten einen neuen deutschen Rekord geflogen.
In der Königsdisziplin „Formationsspringen FS 4'er - Offene Klasse“ gewann das Team „AtomiX“ mit den Vereinsmitgliedern Peter Ingenhaag, Andrea Kleinschmidt, Janina Jungen, Holger Sass und Videomann Lars Naeve die Silber-Medaille. Aufgrund der gezeigten Leistungen wurde das Team „AtomiX“ vom Deutschen Fallschirmsportverband zur B-Nationalmannschaft berufen.

### Erfolge bei der DM 2015 in Düren/Saarlouis
In der Disziplin „Kappenformation 4'er Sequential - Offene Klasse“ hat das Team „Airstep“ mit Teammitglied Peter Wohlers den Titel „Deutscher Meister“ gewonnen.
In der Königsdisziplin „Formationsspringen FS 4'er - Offene Klasse“ gewann das Team „AtomiX“ mit den Vereinsmitgliedern Peter Ingenhaag, Andrea Kleinschmidt, Janine Tillenburg, Holger Sass und Videomann Lars Naeve erneut die Silber-Medaille. Das platzeigene Nachwuchsteam „High-5“ gewann die Disziplin „Formationsspringen FS 4'er - Anfänger Klasse“ und konnte sich somit den ersten DM-Titel in ihrer noch jungen Karriere sichern.

### Erfolge beim World Cup / Europameisterschaft 2015 in Teuge (NL)
Als Nationalmannschaft angereist, vertrat das Team „AtomiX“ in den Niederlanden beim World Cup / European Parachuting Championships 2015 erstmals die deutschen Farben. Nach dem Erreichen der Finalrunde sicherte sich das Team in der EM-Wertung den 6. sowie in der WorldCup-Wertung den 7. Platz.

### Erfolge bei der DM 2016 in Bremgarten
Das Team „AtomiX“ (Peter Ingenhaag, Andrea Kleinschmidt, Janine Tillenburg, Holger Sass und Videomann Lars Naeve) konnte die Leistungen der Vorsaison bestätigen und verbessern. Am Ende reichte es zur dritten Deutschen Vizemeisterschaft in Folge in der Disziplin „Formationsspringen FS 4'er - Offene Klasse“.

### Erfolge bei der DM 2017 in Neustadt-Glewe
In der Disziplin „Kappenformation 2'er Sequential - Offene Klasse“ wurde das Team „Airstep“ mit Teammitglied Peter Wohlers Deutscher Vizemeister. In der Disziplin „Formationsspringen FS 4'er - Fortgeschrittene Klasse“ konnte das Team #Hashtag (Karin Bauch, Nina Glogowski, Dennis Promper, Dirk Werres und Videomann Peter Wohlers) die Bronzemedaille gewinnen. Das Team „AtomiX“ (Peter Ingenhaag, Andrea Kleinschmidt, Mark Zimmermann, Holger Sass und Videomann Lars Naeve) konnte in der Disziplin „Formationsspringen FS 4'er - Offene Klasse“ den Abstand auf den Titelverteidiger auf nur noch 8 Punkte verringern und erkämpfte sich die vierte Silbermedaille in Folge auf einer Deutschen Meisterschaft und verpasste damit nur knapp die Qualifikation für die Weltmeisterschaft 2018 in Australien.

## Sonstige Tätigkeiten

### Aus- und Weiterbildung von Fallschirmspringern
Neben der Grundausbildung von Fallschirmspringern bis zur Lizenzreife führt der Verein seit 2008 jedes Jahr einen Lehrerlehrgang für konventionelle Fallschirmausbildung gemäß dem Ausbildungshandbuch (AHB) des Deutschen Fallschirmsport Verbands (DFV) durch. Seit 2011 hat der Verein vom DFV zusätzlich dreimal den Zuschlag für die Durchführung eines weiterführenden AFF-Lehrerlehrgangs (Accelerated Freefall) erhalten.

### Schulprojekt Fallschirmsport
Für das Satzungsziel „Öffentlichkeitsarbeit“ hat der Verein schon im Jahre 2007 u. a. ein Schulprojekt ins Leben gerufen, das regelmäßig wiederholt wird. Mit einigen erfahrenen Fallschirmspringern besuchte der Verein für einen Tag weiterführende Schulen und machte in enger Abstimmung mit den Lehrern Unterricht.

## Vorstände des Vereins
| Zeitraum  | Vorstand                                                |
| --------- | ------------------------------------------------------- |
| 2005–2009 | Ulf Lempfert, Yorck Vettereck, Harald Wöhe              |
| 2009–2011 | Yorck Vettereck, Rob van Keeken, Jan Schwarz            |
| 2011–2012 | Yorck Vettereck, Achmed Sharma, Mike Hecker             |
| 2012–2018 | Achmed Sharma, Mike Hecker, Jan Jaeger                  |
| 2019      | Achmed Sharma, Mike Hecker, Andrea Kleinschmidt         |
| 2020–2021 | Jan Enno Einfeld, Jan Herz, Andrea Kleinschmidt         |
| seit 2022 | Jan Enno Einfeld, Dafni Kryoneriti, Andrea Kleinschmidt |